# Museu das Civilizações da Anatólia
O Museu das Civilizações Anatólias (turco: Anadolu Medeniyetleri Müzesi) está localizado no lado sul do Castelo de Ancara, na área de Atpazarı, em  Ancara, na Turquia. Consiste no antigo edifício de armazenamento do bazar otomano Mahmut Paşa e no Kurşunlu Han.Devido ao desejo de Atatürk de estabelecer um museu hitita, os edifícios foram comprados por sugestão de Hamit Zübeyir Koşay, que era então ministro da Cultura, ao ministro da Educação Nacional, Saffet Arıkan. Depois que a reforma e os reparos foram concluídos (1938–1968), o edifício foi aberto ao público como o Museu Arqueológico de Ancara.
A coleção está exposta por ordem cronológica e inclui a estátua da deusa-mãe de Çatalhöyük e soberbas esculturas hititas e relevos ortóstatos.
O Museu das Civilizações da Anatólia, alcançando o tempo presente com seus edifícios históricos e sua história profundamente enraizada, foi eleito o primeiro "Museu Europeu do Ano" na Suíça em 19 de abril de 1997.